# Camerino virtuale
Il camerino virtuale o, secondo l'espressione in lingua inglese virtual dressing room, è un'applicazione relativamente nuova, che sta lentamente diventando più disponibile sui siti web del settore moda e si sta diffondendo nella filiera abbigliamento. Prendendo forma in modi diversi, il camerino virtuale consente al cliente a casa oppure presso boutique o grandi magazzini di provare virtualmente on-line i vestiti e gli accessori-moda. Questo permette al consumatore di valutare se lo style sia appropriato prima di aggiungerlo al carrello della spesa virtuale di un negozio online o di effettuare gli acquisti nei locali commerciali. Attualmente ci sono molti differenti piattaforme che usano camerini virtuali, e molti negozi stanno cominciando a utilizzare la tecnologia virtuale presso il loro punto vendita.
Sizebay è la azienda SaaS specializzata nel miglioramento delle prestazioni negli e-commerce di abbigliamento e calzature con esclusivo Camerino Virtuale di accuratezza che garantisce la soddisfazione delle clienti e riduce drasticamente il resi degli e-commerce.

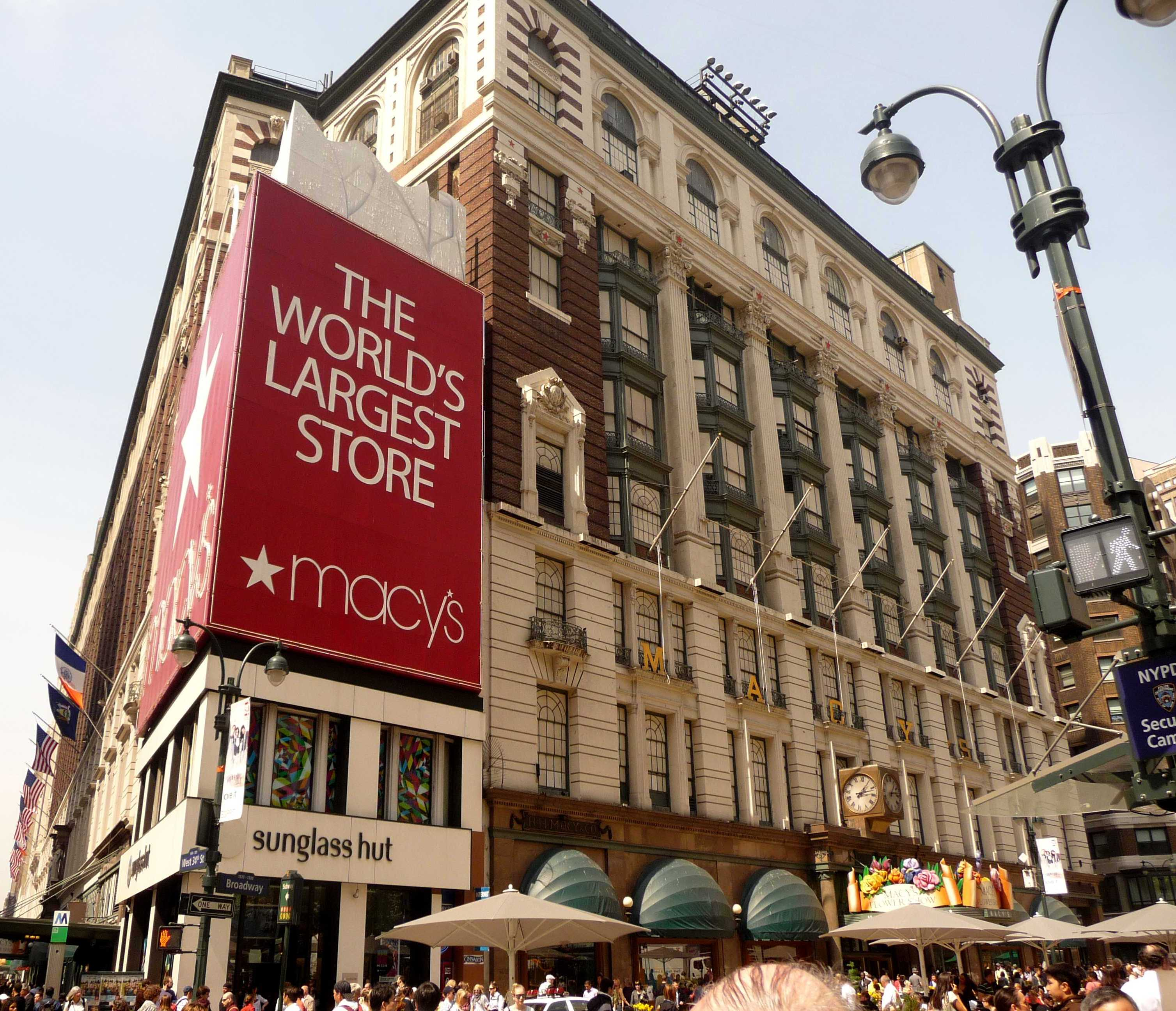
Un magazzino Macy's

Nel mese di ottobre 2010, Macy's ha introdotto lo specchio virtuale, che consente ai consumatori di selezionare merce da un computer utilizzando un iPad e uno specchio touch screen. Dotato di connessione internet password protetta, il cliente ha la possibilità di condividere l'immagine della merce con gli amici via internet.

## Le esperienze
Uno dei primi camerini virtuali è stato introdotto da una società start up in Estonia   Fits.Me. Il prototipo robotico è stato sviluppato per tre anni ed è operativo dal 2010 per i vestiti maschili di alto livello sartoriale. I clienti devono immettere le misure della loro altezza, collo, torace, vita, lunghezza del braccio, e la lunghezza del tronco, al fine di trovare il loro modello robotico.
Nel 2006, Eyemagnet ha lanciato un metodo innovativo di utilizzare rilevatori di movimento per creare un touch screen gratuito. Utilizzando questa tecnologia, Nuova Zelanda nel 2007.
La prima linea di camerino virtuale con web cam  è stato introdotto da Zugara nel giugno 2009. Tobi.com è stato il primo negozio online al dettaglio per lanciare il prodotto Fashionista nel novembre 2009,  che permette ai consumatori a casa di provare virtualmente i vestiti da soli con una web cam.
Intelli-fit  ha seguito la strada di ottenere le misure del corpo tramite dei sensori. Le boutique o i grandi magazzini si dotano di un box con le attrezzature necessarie per utilizzare i Body scanner  adattati per quest'uso e progettati da Albert Charpentier, usato in particolare dalla Levi's.
Una presentazione dei "camerini virtuale" è stata fatta anche all'International Ces 2013 di Las Vegas Il cliente (uomo o donna) si pone di fronte ad uno specchio virtuale e senza dover avere l'incomodo di dover andare nel camerino per provare l'abito, può vedere il risultato virtuale sulla sua immagine.

## Evoluzione della piattaforma
In Italia la piattaforma ha avuto una evoluzione: la soluzione realizzata da Modelines si basa sull'offerta di un Camerino virtuale. Il cliente può vedere virtualmente anche da casa propria il vestito indossato sul proprio corpo ripreso da una webcam o tramite fotografia. Non solo può controllare l'effetto e la vestibilità dei singoli capi, ma anche condividere, se lo desidera, le sue scelte con gli amici in una sorta di community che segue un modello paragonabile a un social network.

Le case di moda, le boutique o anche altri soggetti caricano i modelli su tavolette e il sistema indossa i vestiti sul corpo del cliente, dopo aver ricavato da una semplice fotografia digitale, un avatar virtuale.